# エジマー・エスカローナ
エジマー・エドゥアルド・エスカローナ（Edgmer Eduardo Escalona, 1986年10月6日 - ）は、ベネズエラ・ラ・グアイラ州ラ・グアイラ出身のプロ野球選手（投手）。右投右打。

## 経歴

### ロッキーズ時代
2004年9月8日にコロラド・ロッキーズと契約。
2006年、ルーキー級ドミニカン・サマーリーグ・ロッキーズでプロデビュー。14試合に登板し、0勝2敗、防御率7.11だった。
2007年はルーキー級キャスパー・ロッキーズで18試合に登板し、1勝1敗1セーブ、防御率4.05だった。
2008年はA級アシュビル・ツーリスツで44試合に登板し、6勝2敗1セーブ、防御率3.22だった。
2009年はA+級モデスト・ナッツで28試合に登板し、2勝0敗、防御率2.48だった。6月にAA級タルサ・ドリラーズへ昇格。31試合に登板し、1勝2敗4セーブ、防御率2.45だった。オフの11月20日に40人枠入りした。
2010年3月5日にロッキーズと1年契約に合意。AAA級コロラドスプリングス・スカイソックスで57試合に登板し、3勝5敗1セーブ、防御率6.00だった。9月3日にメジャー初昇格を果たし、9月10日のアリゾナ・ダイヤモンドバックス戦でメジャーデビュー。10点リードの8回表から登板し、1回を投げ無安打無失点に抑えた。この年は5試合に登板し、防御率1.50だった。
2011年3月3日にロッキーズと1年契約に合意。3月14日にAAA級コロラドスプリングスへ異動した。7月1日にメジャーへ昇格。同日のカンザスシティ・ロイヤルズ戦で9点リードの9回から登板し、1回を1安打無失点に抑えたが、7月2日にAAA級へ降格。7月31日に再昇格した。8月23日に回旋筋腱板損傷のため15日間の故障者リスト入りし、9月9日に復帰した。この年は14試合に登板し、防御率1.75だった。
2012年3月3日にロッキーズと1年契約に合意。4月1日にAAA級コロラドスプリングスへ異動した。4月17日にメジャーへ昇格。5月8日にAAA級へ降格した。8月4日に再昇格したが、8月6日に右肘を故障し、8月11日に15日間の故障者リスト入りした。9月2日に復帰した。この年は22試合に登板し、0勝1敗、防御率6.04だった。
2013年3月5日にロッキーズと1年契約に合意。初めて開幕ロースターに名を連ねた。6月10日に右肘を故障し、6月11日に15日間の故障者リスト入りした。7月2日に復帰。8月23日にDFAとなり、8月29日にAAA級コロラドスプリングスへ降格した。この年は37試合に登板し、1勝4敗、防御率5.67だった。11月5日にFAとなった。

### ロッキーズ退団後
2013年11月20日に、ボルチモア・オリオールズと1年契約を結んだ。
2014年3月30日に右肩の故障で60日間の故障者リスト入りし、6月22日に40人枠を外れ、AAA級ノーフォーク・タイズへ降格。6月23日にFAとなった。7月2日にニューヨーク・ヤンキースとマイナー契約を結んだ。9月1日に自由契約となる。
2015年3月6日にサンフランシスコ・ジャイアンツとマイナー契約を結ぶが、4月3日に解雇となる。

### メキシカンリーグ時代
2015年4月30日にメキシカンリーグのサルティーヨ・サラペメーカーズと契約。オフはベネズエラのウィンターリーグでプレー。
2016年もサラペメーカーズでプレーするが、6月6日にリリースされた。6月13日にモンクローバ・スティーラーズと契約したが、2017年1月10日にリリースされた。
2017年6月22日にラグナ・ユニオン・コットンファーマーズと契約したが、7月10日にリリースされた。
以後はベネズエラのウィンターリーグ（LVBP）でプレーを続けている。

## 詳細情報

### 年度別投手成績
| 年 度    | 球 団    | 登 板 | 先 発 | 完 投 | 完 封 | 無 四 球 | 勝 利 | 敗 戦 | セ 丨 ブ | ホ 丨 ル ド | 勝 率 | 打 者 | 投 球 回 | 被 安 打 | 被 本 塁 打 | 与 四 球 | 敬 遠 | 与 死 球 | 奪 三 振 | 暴 投 | ボ 丨 ク | 失 点 | 自 責 点 | 防 御 率 | W H I P |
| -------- | -------- | ----- | ----- | ----- | ----- | -------- | ----- | ----- | -------- | ----------- | ----- | ----- | -------- | -------- | ----------- | -------- | ----- | -------- | -------- | ----- | -------- | ----- | -------- | -------- | ------- |
| 2010     | COL      | 5     | 0     | 0     | 0     | 0        | 0     | 0     | 0        | 0           | .000  | 26    | 6.0      | 4        | 0           | 4        | 2     | 0        | 2        | 1     | 0        | 1     | 1        | 1.50     | 1.33    |
| 2011     | COL      | 14    | 0     | 0     | 0     | 0        | 0     | 0     | 0        | 0           | .000  | 99    | 25.2     | 17       | 3           | 7        | 2     | 0        | 14       | 0     | 0        | 5     | 5        | 1.75     | 0.94    |
| 2012     | COL      | 22    | 0     | 0     | 0     | 0        | 0     | 1     | 0        | 2           | .000  | 97    | 22.1     | 23       | 5           | 7        | 1     | 1        | 21       | 2     | 0        | 16    | 15       | 6.04     | 1.34    |
| 2013     | COL      | 37    | 0     | 0     | 0     | 0        | 1     | 4     | 0        | 7           | .200  | 205   | 46.0     | 52       | 8           | 14       | 2     | 2        | 34       | 2     | 3        | 32    | 29       | 5.67     | 1.44    |
| MLB：4年 | MLB：4年 | 78    | 0     | 0     | 0     | 0        | 1     | 5     | 0        | 9           | .167  | 427   | 100.0    | 96       | 16          | 32       | 7     | 3        | 71       | 5     | 3        | 54    | 50       | 4.50     | 1.28    |

- 2020年度シーズン終了時